# Bonese
Bonese ist ein Ortsteil der Gemeinde Dähre im Altmarkkreis Salzwedel in Sachsen-Anhalt.

## Geographie
Bonese, ein Angerdorf mit Kirche, liegt im nördlichen Teil der Altmark rund 13 Kilometer nordöstlich der niedersächsischen Stadt Wittingen, rund fünf Kilometer entfernt von der Landesgrenze zwischen Sachsen-Anhalt und Niedersachsen.
Nachbarorte sind Markau im Westen, Holzhausen im Nordwesten, Lagendorf im Norden, Winkelstedt im Osten und Rustenbeck im Süden.

## Geschichte

### Mittelalter bis 20. Jahrhundert
Bonese wurde 1379 erstmals als Bonatze erwähnt, als das Kloster Diesdorf eine Stiftung der Konventualin Beatrix Wolter beurkundete. Der Ort hatte bis dahin den von dem Knesebeck gehört. Er war vermutlich zu diesem Zeitpunkt wendisch besiedelt.
Weitere Nennungen sind 1386 to Bunatze, 1551 Bonneß, 1579 Buhnese, 1585 Bunese, 1608 Bonatz, 1687 Bonatz und 1804 Bonese, Dorf mit einem Lehnschulzen, 10 Halbbauern und einem Maurer.
Das Dorf wurde 1642 im Dreißigjährigen Krieg von schwedischen Truppen niedergebrannt.
Am südlichen Ortsausgang stand hinter dem Friedhof auf einem 75 Meter hohen Berg im 20. Jahrhundert eine Windmühle.
1928 wurde Bonese an die Bahnstrecke Salzwedel–Diesdorf der Salzwedeler Kleinbahnen GmbH angebunden. Eine bereits vorhandene Strecke wurde zu diesem Zweck um etwa 5 Kilometer verlängert. Der Grund dürfte der Transportbedarf einer Ziegelei im Boneser Lerchengrund gewesen sein. Die Deutsche Reichsbahn stellte den Betrieb 1993 ein. Das Bahnhofsgebäude ist noch vorhanden.
Von 1971 bis 1989, zu Zeiten der DDR, befand sich westlich des Dorfes an der Straße nach Schmölau ein militärischer Standort, in dem Grenzpolizisten und Grenzsoldaten in einer Kaserne untergebracht waren, das „II. Grenzbataillon Bonese“ im Grenzkommando Nord der Grenztruppen der DDR. Dort war Sitz eines Bataillonsstabes, es gab Hundezwingeranlagen, Munitionsbunker und ein Gefängnis. Am 18. November 1989 wurde an der Landstraße 7 von Schmölau nach Schafwedel die innerdeutsche Grenze wieder geöffnet.
Im drei Kilometer entfernten Holzhausen stand auf dem Falschheitsberg eine Antennenanlage. Sie wurde unter dem Decknamen LUPINE von der für die Funkaufklärung und Funkabwehr zuständigen Hauptabteilung III der Staatssicherheit der DDR betrieben und diente dem Abhören von Funkverkehr und Richtfunkstrecken in der Bundesrepublik Deutschland. Die Anlage ist vollständig demontiert. Auf dem Gelände steht heute ein Mobilfunkmast.
Das frühere Gemeindegebiet von Bonese bildet zusammen mit Dähre den „Hans-Jochen-Winkel“, eine vor allem im 19. Jahrhundert gebräuchliche Bezeichnung, die auf den zahlreichen Bewohnern mit dem Vornamen „Hans-Jochen“ oder „Hans-Joachim“ beruhen soll. Recht bekannt ist die Geschichte aus der Gartenlaube im Jahre 1882, als über „Hansjochen Pollehn aus Bonese bei Salzwedel“ berichtet wurde.

### Herkunft des Ortsnamens
Jürgen Udolph führt den Ortsnamen auf einen slawischen Personennamen zurück.
Heinrich Sültmann schlägt als Erklärung für den Namen 1379 Bonatze die slawischen Wörter „pan“ für „Stubben“ oder „paneika“ für „Stubbenfeld“ vor. Stubben ist die norddeutsche Bezeichnung für Baumstumpf.
Der Slawist Paul Rost nennt ähnliche Flurnamen aus dem dravänischen Sprachgebiet wie den Bonatzberg bei Bahrendorf oder die Bonatzwiesen bei Dannenberg, gibt aber keine Deutung des Namens an.

### Eingemeindungen
Bonese gehörte ursprünglich zum Salzwedelischen Kreis der Mark Brandenburg in der Altmark. Von 1807 bis 1813 lag es im Kanton Diesdorf auf dem Territorium des napoleonischen Königreichs Westphalen. Nach weiteren Änderungen kam es 1816 in den Kreis Salzwedel, den späteren Landkreis Salzwedel im Regierungsbezirk Magdeburg in der Provinz Sachsen in Preußen.
Am 20. Juli 1950 wurden die Gemeinden Rustenbeck und Winkelstedt aus dem Landkreis Salzwedel eingemeindet. Am 25. Juli 1952 kam die Gemeinde zum Kreis Salzwedel. Ab dem 1. Juli 1994 gehörte die Gemeinde Bonese zum Altmarkkreis Salzwedel.
Durch einen Gebietsänderungsvertrag beschlossen die Gemeinderäte der Gemeinden Bonese (am 5. Mai 2008), Dähre (am 5. Mai 2008) und Lagendorf (am 8. Mai 2008), dass ihre Gemeinden aufgelöst und zu einer neuen Gemeinde mit dem Namen Dähre vereinigt werden. Dieser Vertrag wurde vom Landkreis als unterer Kommunalaufsichtsbehörde genehmigt und trat am 1. Januar 2009 in Kraft.
Damit sind Bonese, Rustenbeck und Winkelstedt seit dem 1. Januar 2009 Ortsteile von Dähre.

### Einwohnerentwicklung
| Jahr | Einwohner |
| ---- | --------- |
| 1734 | 049       |
| 1774 | 091       |
| 1789 | 071       |
| 1798 | 068       |
| 1801 | 070       |
| 1818 | 068       |
| 1840 | 169       |

| Jahr | Einwohner |
| ---- | --------- |
| 1864 | 163       |
| 1871 | 182       |
| 1885 | 185       |
| 1892 | [00]193   |
| 1895 | 201       |
| 1900 | [00]199   |
| 1905 | 222       |

| Jahr | Einwohner |
| ---- | --------- |
| 1910 | [00]241   |
| 1925 | 246       |
| 1939 | 261       |
| 1946 | 402       |
| 1964 | 551       |
| 1971 | 450       |
| 1981 | 361       |

| Jahr | Einwohner |
| ---- | --------- |
| 1993 | 335       |
| 2006 | 275       |
| 2015 | [00]126   |
| 2018 | [00]125   |
| 2020 | [00]130   |
| 2021 | [00]134   |
| 2022 | [00]139   |

| Jahr | Einwohner |
| ---- | --------- |
| 2023 | [0]129    |

Quelle, wenn nicht angegeben, bis 2006:

## Religion

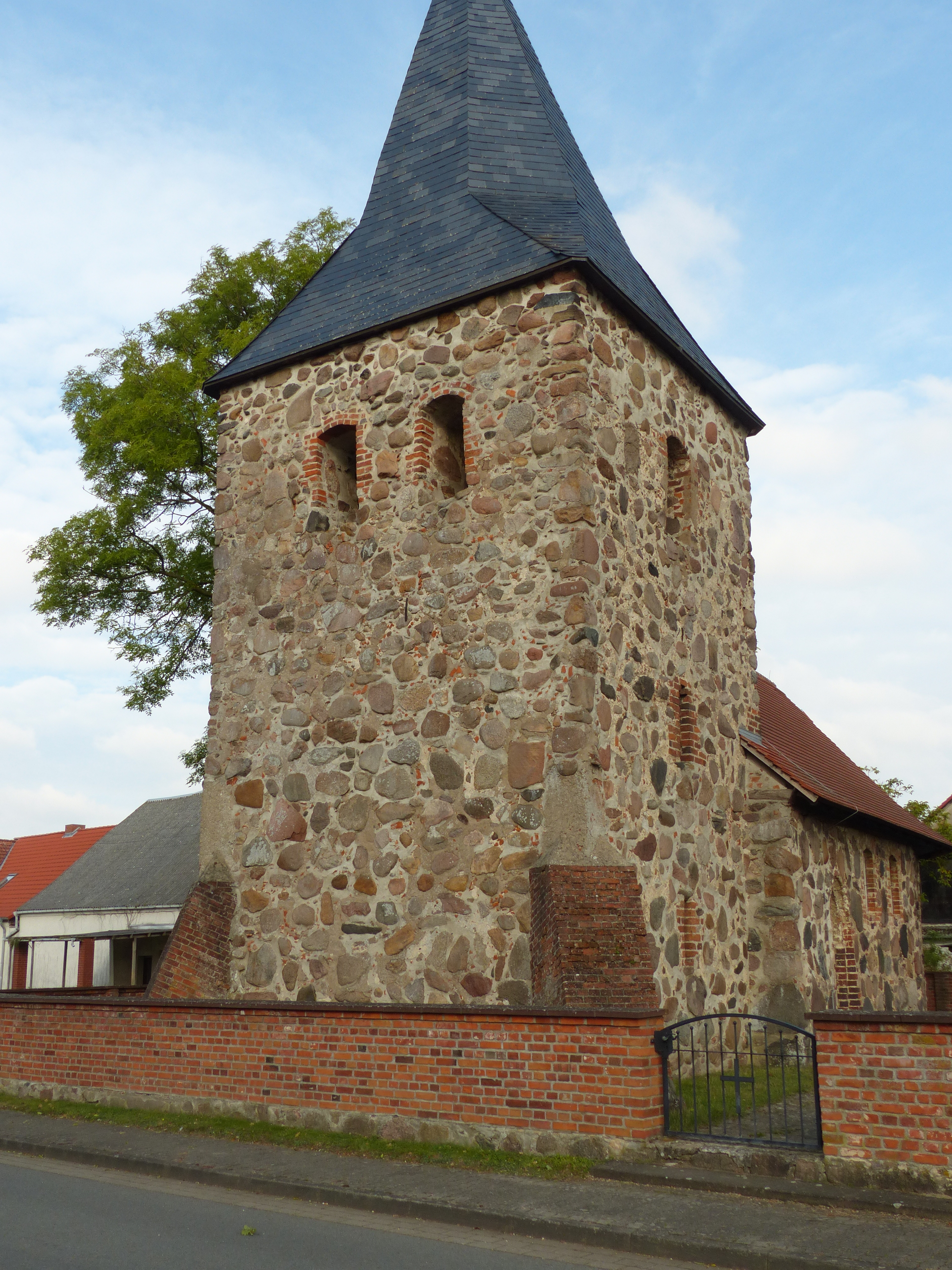
Dorfkirche Bonese

Die evangelische Kirchengemeinde Bonese, die früher zur Pfarrei Lagendorf gehörte, wird heute betreut vom Pfarrbereich Osterwohle-Dähre im Kirchenkreis Salzwedel im Bischofssprengel Magdeburg der Evangelischen Kirche in Mitteldeutschland.

## Politik
Die letzte Bürgermeisterin der Gemeinde war Petra Schulze.

## Kultur und Sehenswürdigkeiten

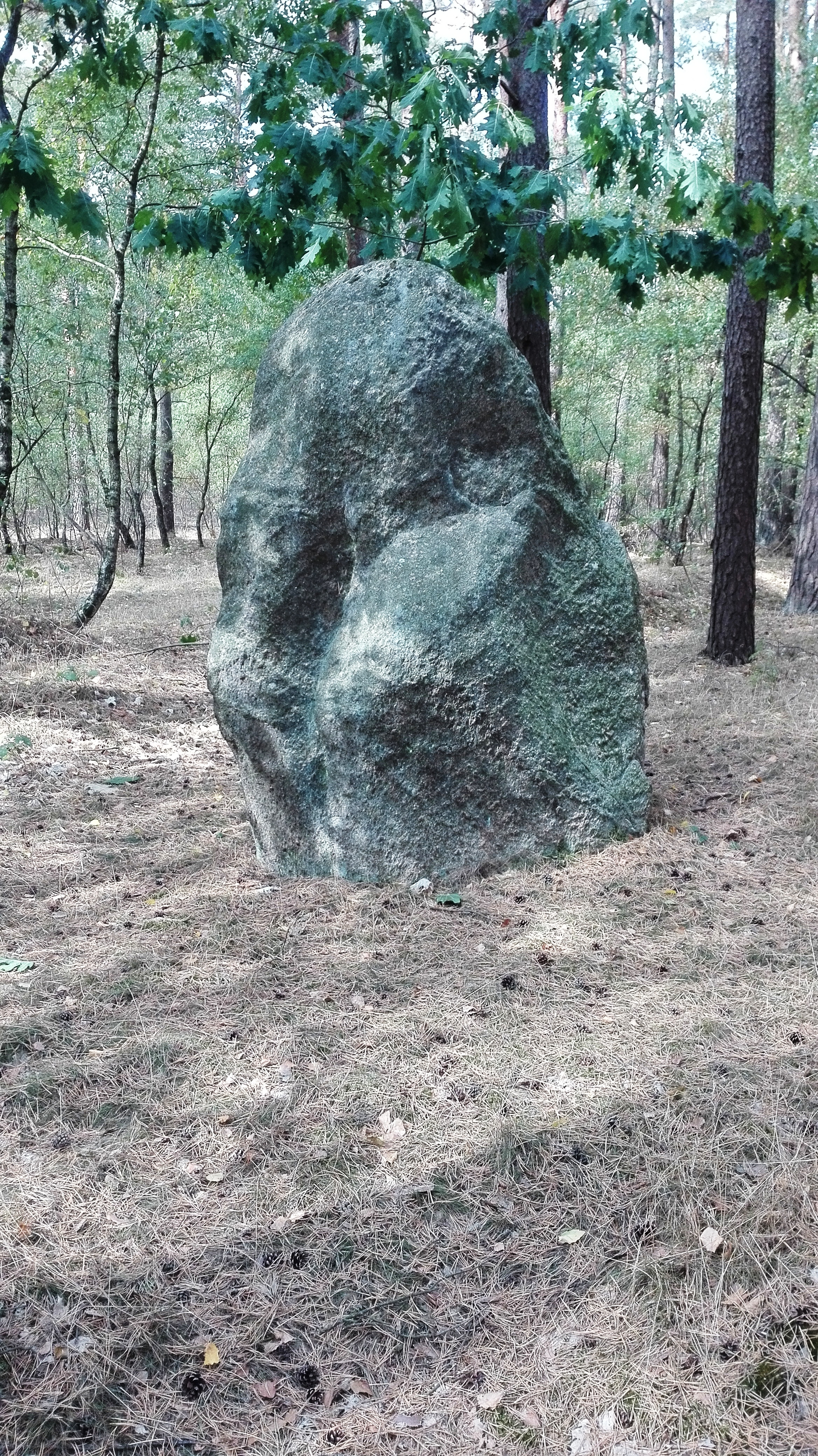
Lehnekenstein bei Bonese

- Die Feldsteinkirche in Bonese ist ein kleiner dreiseitig geschlossener spätgotischer Bau,[24] der 1904 restauriert wurde. Die Kirche war eine Filialkirche der Kirche in Lagendorf. Das Bauwerk hat einen asymmetrischen dreiseitigen Ostschluss mit einem Strebepfeiler in der Achse. Der kräftige, quadratische Westturm trägt einen quadratischen Helm. Das Südportal ist mit einem Gewände in Formstein gestaltet, die meisten Öffnungen wurden später verändert.
- Der Lehnekenstein, ein Menhir, ist ein geschütztes Bodendenkmal, das 1½ Kilometer südwestlich des Dorfes im Wald steht. Um den Stein ranken sich mehrere Sagen über eine Braut namens Marlene.

## Wirtschaft und Infrastruktur
Der Ort wird von der Landesstraße L 7 durchquert. Dominierend ist die Landwirtschaft. Daneben gibt es nur wenig Kleingewerbe.
In Bonese befindet sich ein Kindergarten.